# Лакункам
Лакункам — река в России, протекает в Рутульском районе Дагестана. Длина реки составляет 18 км. Площадь водосборного бассейна — 58,5 км².
Начинается на восточном склоне горы Чилидик (3548 метров). Течёт на юг по ущелью через сёла Иче, Играх и Лакун. Устье реки находится в 122 км по левому берегу реки Самур напротив села Хлют.

## Данные водного реестра
По данным государственного водного реестра России относится к Западно-Каспийскому бассейновому округу, водохозяйственный участок реки — Самур. Речной бассейн реки — Терек.
Код объекта в государственном водном реестре — 07030000412109300002347.